# ميناء الملك فهد الصناعي بالجبيل
ميناء الملك فهد الصناعي بالجبيل، (بالإنجليزية: King Fahad Industrial Port (Jubail))‏، يقع في شرق السعودية على ساحل الخليج العربي ويحتوي على 27 رصيفا يعمل منها 19 بشكل كامل ويخدم مدينة الجبيل الصناعية، تم إنشائه في عام 1974 لاستيراد المواد الخام التي تتطلبها الصناعات المحلية، والمنتجات الصناعية مثل البتروكيماويات ومنتجات النفط المكررة والأسمدة الكيماوية والكبريت. يضم الميناء 34 رصيفًا.

## طاقة الميناء السنوية
تبلغ طاقة الميناء في مناولة أكثر من خمسين مليون طن من السوائل السائبة، وأكثر من عشرة ملايين طن من المواد الأخرى.

## الأرصفة
- رصيف حمولات صناعية ثقيلة ذو مزلق منخفض بعرض 33 م وغاطس 7.6 متر.
- رصيف حمولات صناعية ثقيلة ذو مزلق مرتفع بعرض 33م وغاطس7.6متر.
- أربع أرصفة متوفرة للقطع البحرية والسفن الصغيرة.
- تسع أرصفة للمواد الصلبة السائبة بطول 23-250م وغاطس 13,3م.

## البضائع
- المواد الصلبة السائبة.
- المواد السائلة السائبة.
- المنتجات البترولية الغازية السائلة.

## وصلات خارجية
- ميناء الملك فهد الصناعي بالجبيل يستقبل أكبر ناقلة للمنتجات البتروكيماوية.